# Folliculitis
Een folliculitis is een ontsteking van een haarzakje. Als er pus zichtbaar is, wordt het een pustel of puistje genoemd. Maar folliculitis gaat niet altijd met pus gepaard, en er zijn meer vormen van pustels dan ontstoken haarzakjes.

## Folliculitis door micro-organismen
- Frequent voorkomend (meestal onopgemerkt) is een ontsteking met gram-negatieve bacteriën. Hierbij zijn her en der 1mm grote pusteltje te zien, omgeven door enige roodheid.
- Pityrosporon follitculitis, ook gistpuistjes genoemd, is een oppervlakkige ontsteking met de gist Malassezia furfur (voorheen pityrosporon) ziet er net zo uit. Alleen is de pus vaak meer korrelig.
- Een steenpuist is een dieper gelokaliseerde ontsteking van een haarzakje, veroorzaakt door Staphylococcus aureus. Hierbij wordt veel meer pus gevormd. Het is een centimeters grote nodus, met roodheid en pijn van de huid. Als de pus eenmaal wegkan, geneest de ontsteking vaak spontaan. Een karbunkel is een chronische steenpuist, met vorming van onderhuidse gangen, waardoor het afweersysteem de bacterie niet goed kwijt kan raken.
- Dermatofyten zijn schimmels die huidinfecties (ringworm) kunnen veroorzaken. Soms worden haarzakjes aangetast, en ontstaat een folliculitis. Dit kan ook in de baardstreek gebeuren (tinea barbae).
- Bij veel mensen leven ook mijten in de haarfollikels, vooral in het gelaat, de haarfollikelmijt (demodex folliculorum). Soms kan een ontstekingsreactie ontstaan gericht tegen deze mijten. Demodex-folliculitis is geeft roodheid en pustelvorming in het gelaat, te vergelijken met de klachten bij rosacea.

## Andere oorzaken
- Bij sterk krullend haar dat kort geschoren wordt, kan de haar (volgens de theorie) teruggroeien in de huid en een ontstekingsreactie veroorzaken. Dat wordt pseudofolliculitis barbae genoemd. 'Pseudo-' omdat de ontsteking niet tegen de follikel gericht is, maar tegen de binnendringende haar.
- Ook bij acne bestaat er folliculitis. Mogelijk doordat er hoorn ophoopt in de follikelopening (=comedo), zodat bacteriën en talg in de holte kunnen gaan groeien. Anderzijds zou volgens recente artikelen er al folliculitis ontstaan, voordat er van een comedo sprake is (en mogelijk zou de folliculitis zelfs de comedo veroorzaken). Iets soortgelijks is aan de orde bij keratosis pilaris. Dit is een aandoening waarbij rond de follikelopening wat hoornpropjes ontstaan. In sommige gevallen kan hierbij ook een lichte folliculitis ontstaan, die keratosis rubra pilaris genoemd wordt.
- Bij discoïde lupus erythematodes is er een auto-immuunreactie gericht tegen de haarzakjes. Dit geeft in de actieve fase roodheid rond het haarzakje, hoornpropjes ter plaatse van de follikelopening, en schilfering van de huid. Hierbij gaat de huid verlittekenen, waarbij geen nieuwe haarzakjes meer ontstaan, zodat aldaar kaalheid ontstaat. Ook bij een variant van lichen planus en bij folliculitis decalvans kan een dergelijke folliculitis, leidend tot verlittekening en kaalheid, ontstaan. Bij een andere auto-immuunaandoening alopecia areata worden de haarzakjes wel aangevallen, maar ontstaat er geen verlittekening. De haaruitval is hierbij in principe tijdelijk, hoewel niet bij iedereen het haar terugkomt.
- Eosinofiele folliculitis is een folliculitis zonder duidelijke verwekker of oorzaak, waarbij veel eosinofiele granulocyten gevonden worden. Soms komt dit ook bij hiv-patiënten voor.
- Bepaalde medicijnen doen een ontsteking van haarzakjes ontstaan. Dit is vooral duidelijk bij erlotinib en gefitinib (biologicals die bedoeld zijn voor kankerbehandeling en gericht tegen groeifactoren).